# 魚道

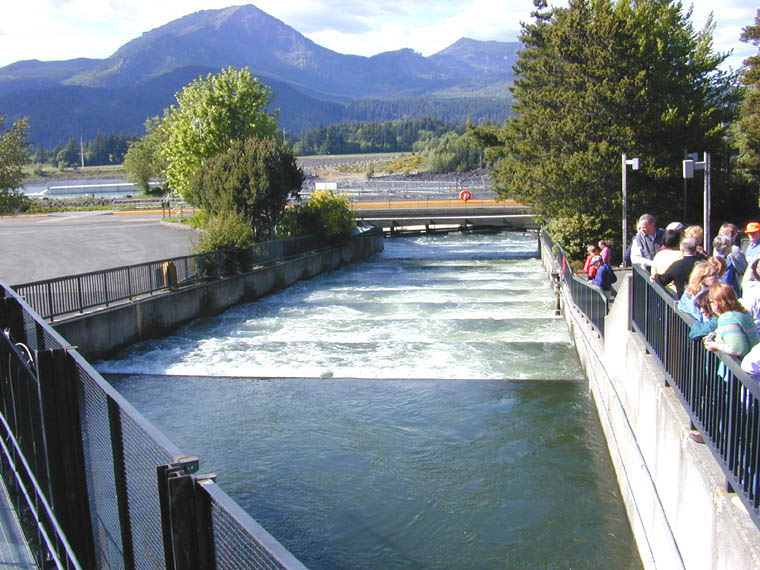
美國西岸哥倫比亞河的邦納維爾水壩上的「池與堰」型魚梯

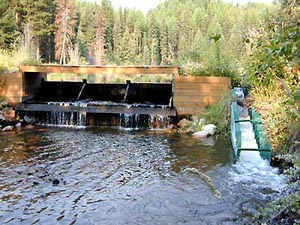
美國蒙大拿鮭魚河的Denil魚道

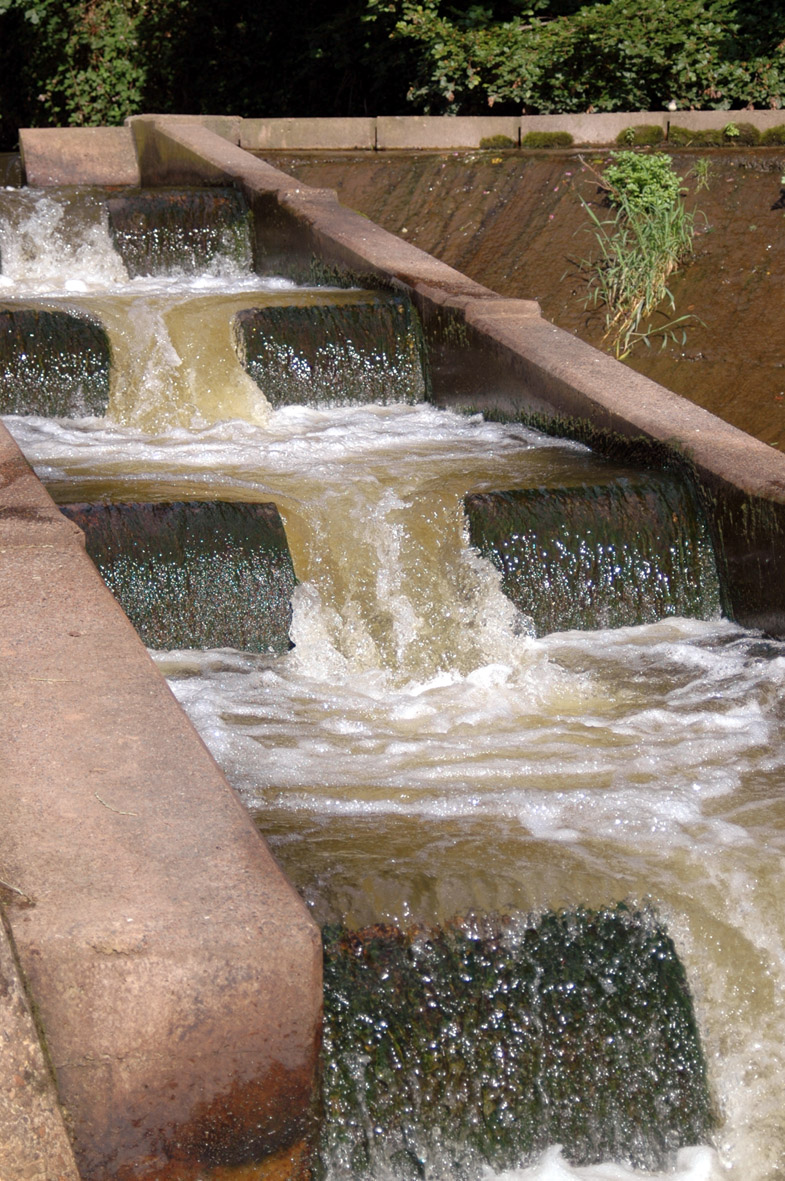
英國奧特河的小型魚道

魚道（英語：Fish way）或稱為魚梯（Fish ladder），是為了幫助洄游性魚類能在人工的水利環境或天然屏障（例如堤壩、船閘、瀑布等）中生存的設施。多數魚道的設計是利用較平緩低矮的階梯狀水道(魚梯)，使魚類能夠逆流而上，穿越如水壩等因為落差而造成的障礙。魚道中的水流必須快到能夠吸引魚隻溯溪，卻又不會耗盡魚的體力以免牠無法繼續餘下的旅程。

## 歷史
早於17世紀的法國文獻中已有記載，人們利用綑束起來的樹枝，在陡陗的河道上製作階梯狀的魚道，幫助魚兒跨越自身無法通過的障礙。而魚梯的專利可以回溯到1837年加拿大新伯倫瑞克的理查麥法蘭他自家水磨坊用的水壩所設計之梯狀構造。1852至1854年間，愛爾蘭斯萊戈郡為振興經濟，打造本來沒有的漁業，在伯利梭得河建造魚道，引導鮭魚從大海游到河流中產卵。1880年，美國羅得島波塔克西特水壩上建成第一條魚梯，這條魚梯於1924年在因水壩由木造改建為混凝土時被拆除。
隨著工業進步，水壩和其他在河川中的攔截設施也愈築愈高，需要更有效率的魚梯設計，或其他过鱼设施，如鱼闸、升鱼机、人工化场和产卵槽。

## 结构设计
鱼道中设置隔板将上下游水位差分为若干级，每级池室的宽度一般为1至3米；池室长度应为过坝鱼类的长度之3倍以上，多为池宽的1至1.2倍；池深为1.5至2.5米。當然，雖是這麼說，但也要根據不同的魚種來做斜度的考慮；
以缩短鱼道长度、控制水流量、消能减速等举措来产生适于鱼类上溯的环境。鱼道按隔板过鱼孔及位置和形状分为竖缝式、淹没孔口式、溢流堰式、竖缝式和组合式：
- 竖缝式：又称槽式，以旦尼尔 (Denil)式居多； 一般用于通过大、中型鱼类，常用于天然障碍处和施工期过鱼。
- 淹没孔口式：靠水流扩散来消能，孔口布置在鱼道的中低层，孔口直径据不同过鱼种类而异；适用于需要一定水深的中、大型鱼类。
- 溢流堰式：过流平稳，适用于过表层、喜跳跃的鱼类。
- 组合式：以上三种的组合。

## 圖片集

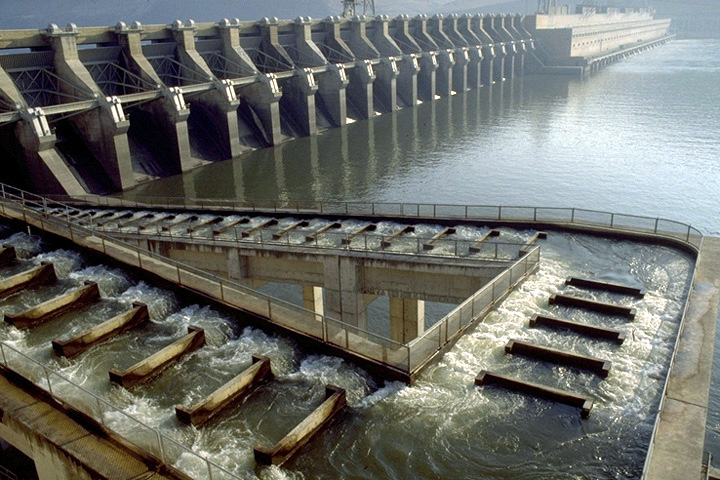
美國哥倫比亞河約翰戴水壩（英语：John Day Dam）的魚道
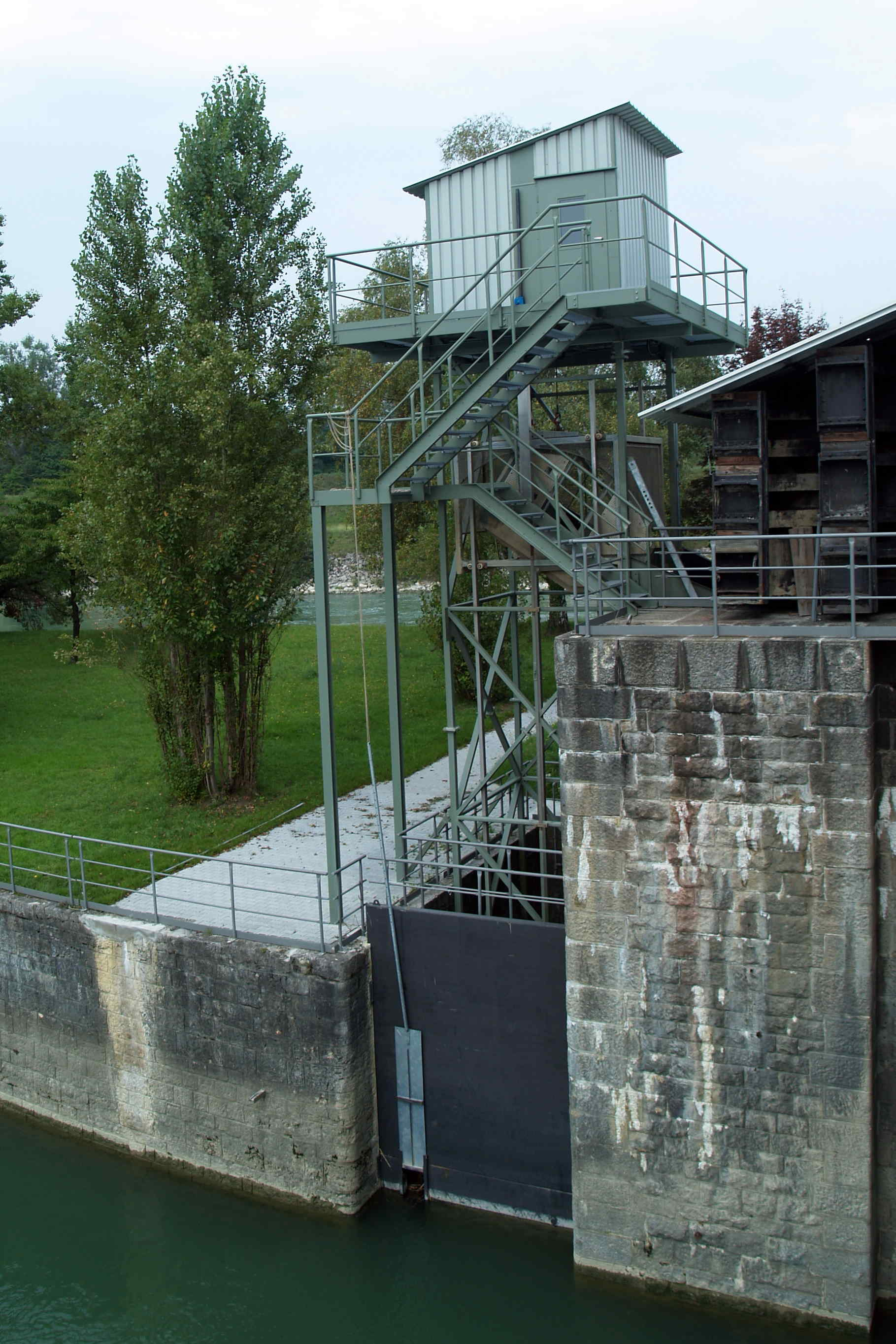
魚用升降機
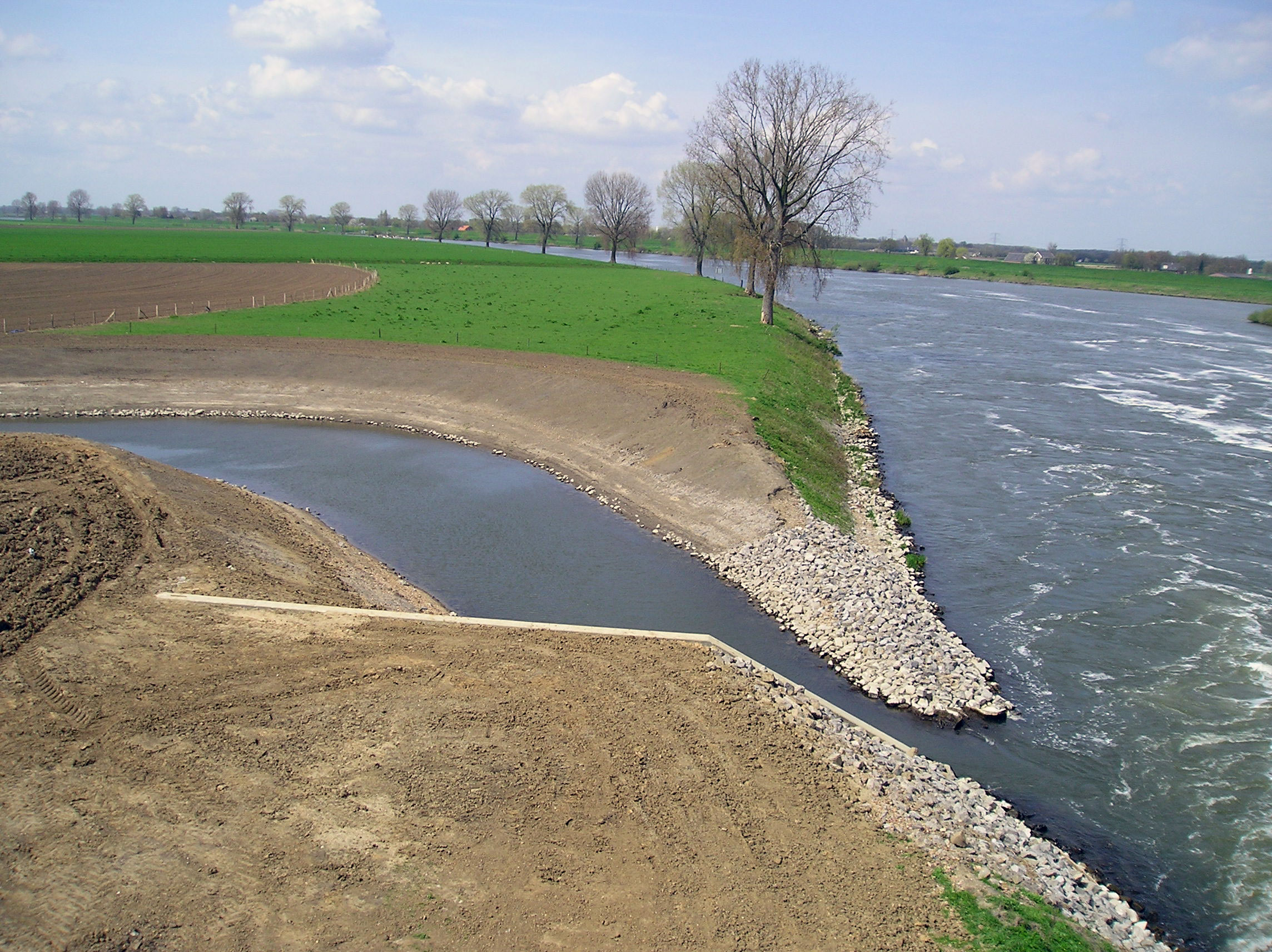
荷蘭默兹河的魚道
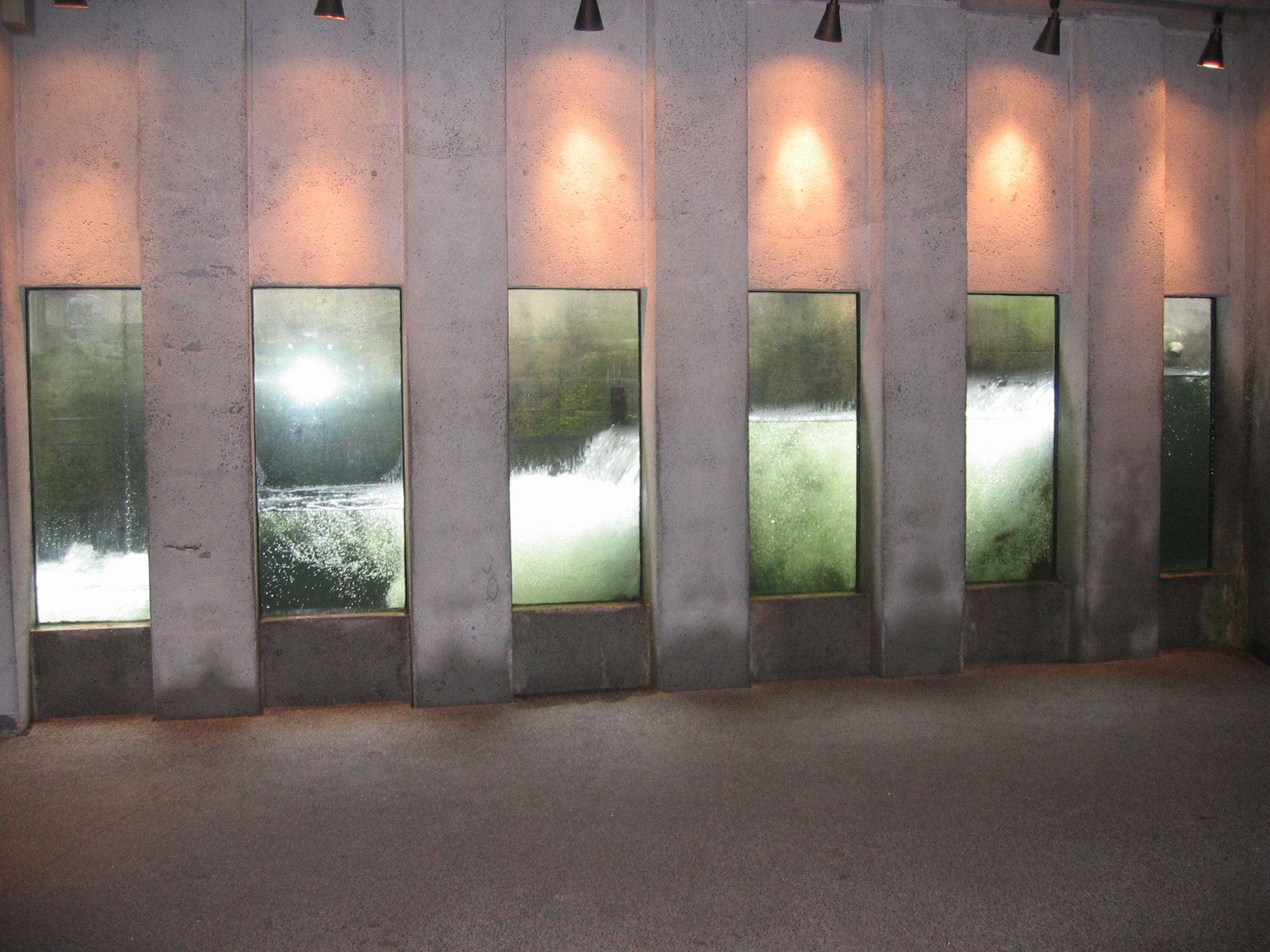
北溫哥華區的魚道
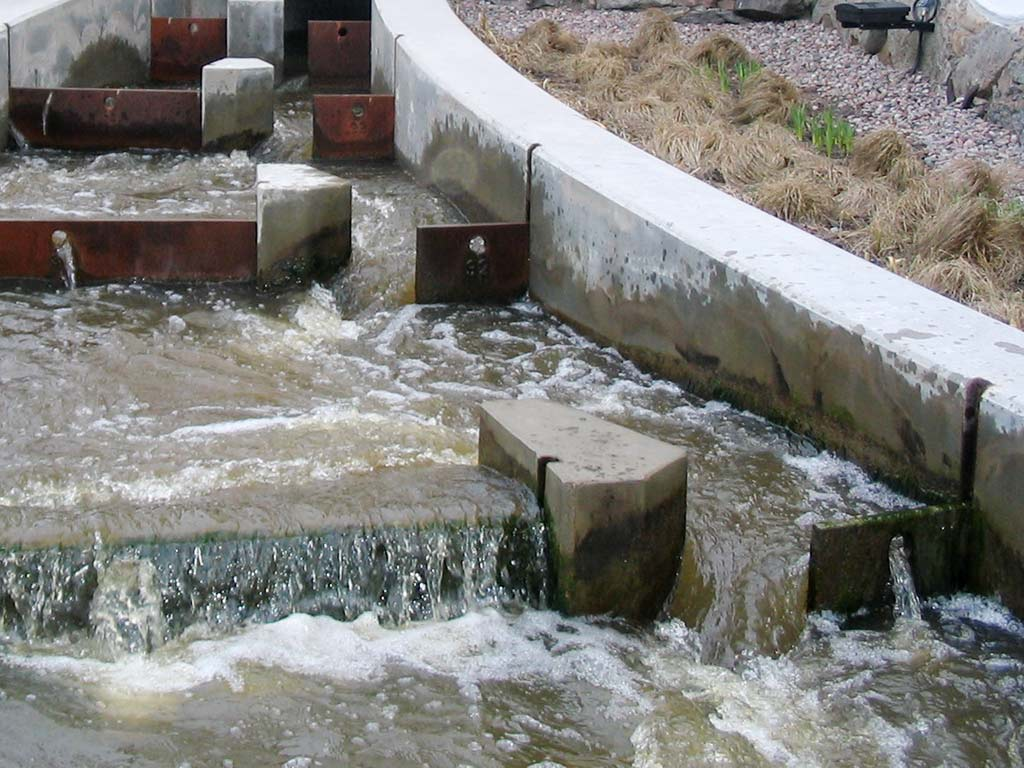
瑞典烏普薩拉的魚道
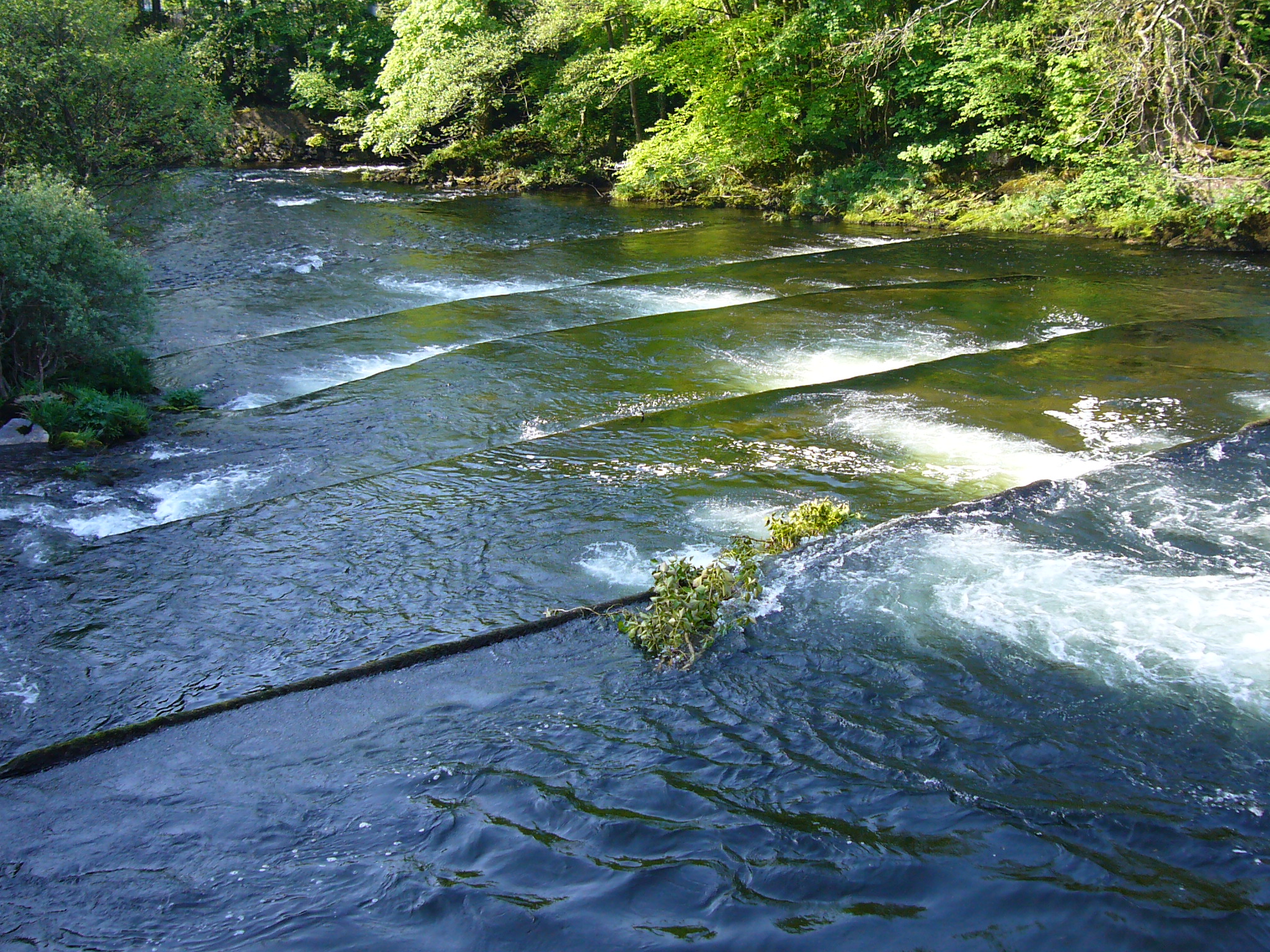
英國達特河的魚道
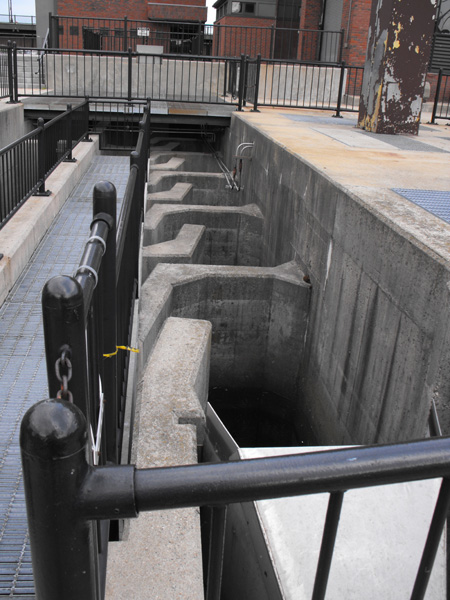
美國查爾斯河大壩（英语：Charles River Dam）（近波士頓）
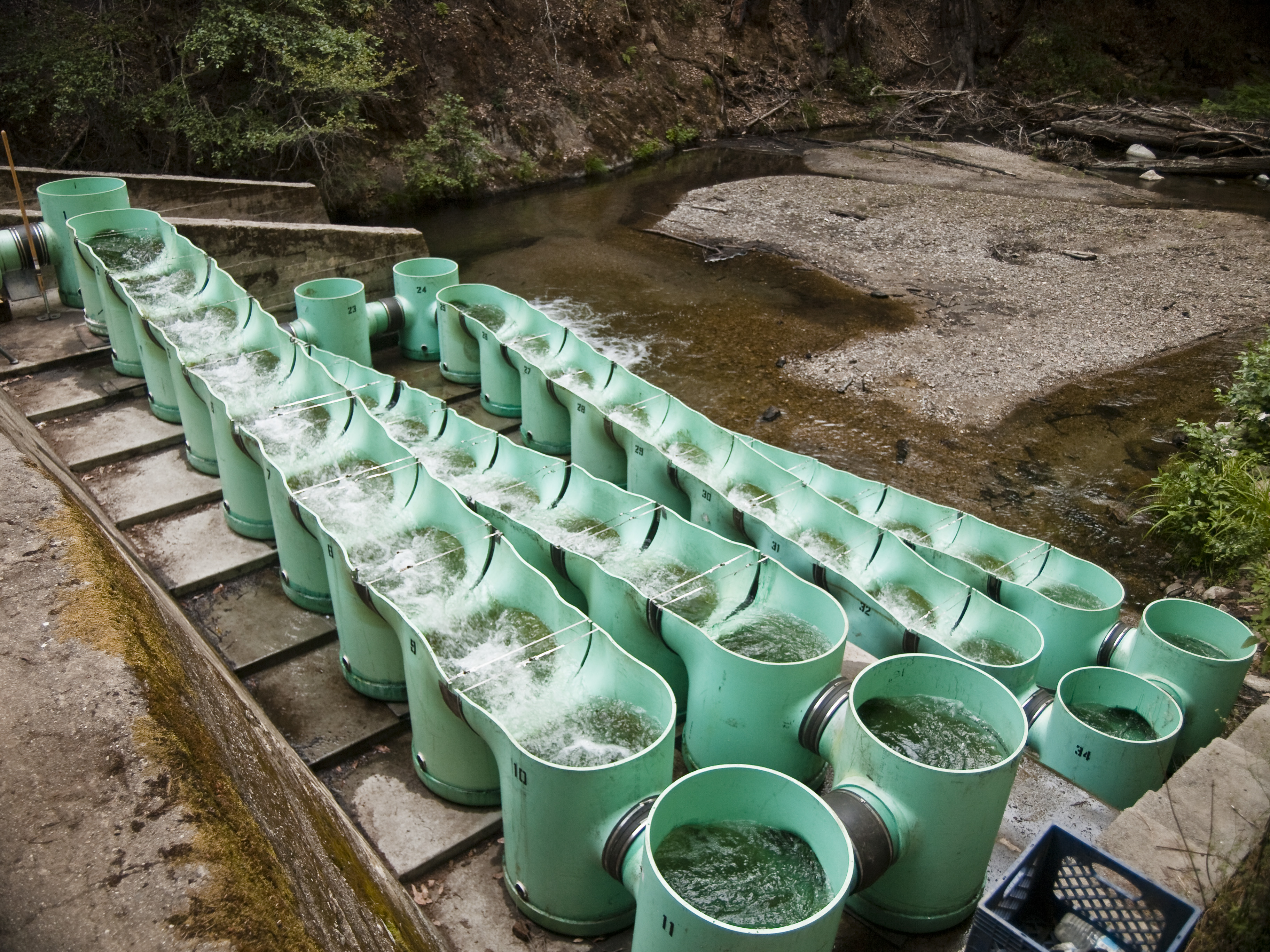
美國小蘇爾河臨時設置的魚道
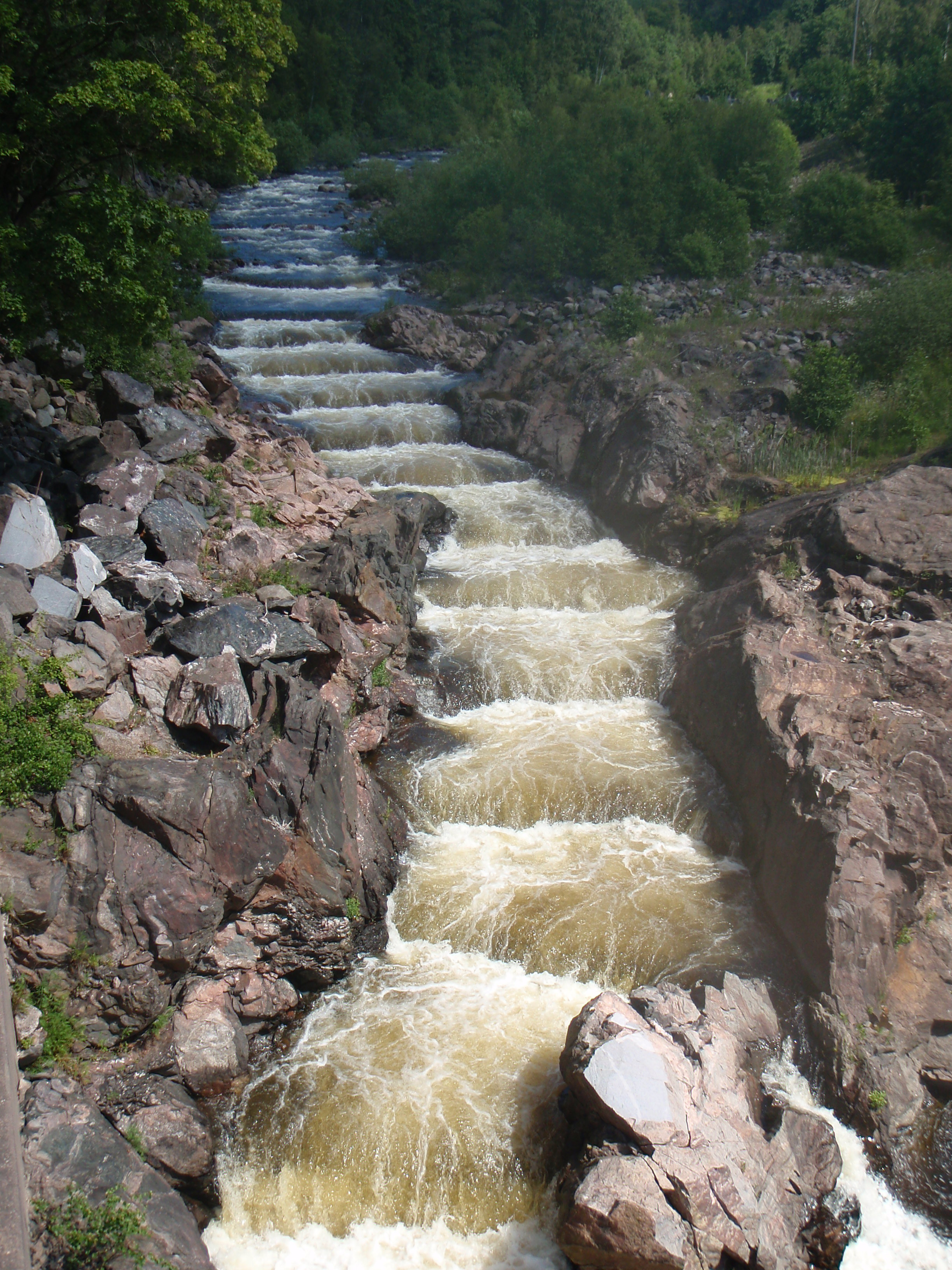
瑞典古爾斯蓬（英语：Gullspång）水力發電站的魚道

### 文獻
- ドイツ水資源・農業土木協会（DVWK）『魚の遡上設備とその設計・施行・機能監視 多自然型魚道マニュアル』、財団法人リバーフロント整備センター・翻訳・編集、中村俊六・監修、山海堂、1998年。ISBN 4-381-01151-1
- 中村俊六『魚道のはなし』、山海堂、1995年。ISBN 4-381-02127-4
- 和田吉弘『魚道見聞録 言いたい放題』、山海堂、2003年。ISBN 4-381-01599-1
- 馬渕和三 博士（農学）『「棚田式魚道」の開発と対象魚の遡上特性』岐阜大学大学院学位論文 2009年。

## 外部連結
- A study of the hydraulics of flow over fishways （页面存档备份，存于）
- Construction of a vertical slot fish passage and eel ladder for the St. Ours Dam (Richelieu River, Québec)
- Fish Passage Center （页面存档备份，存于）
- Fish passes. Design, dimensions and monitoring （页面存档备份，存于）, Food and Agriculture Organization of the United Nations/Deutscher Verband für Wasserwirtschaft und Kulturbau (DVWK), Rome, 2002 ISBN 92-5-104894-0 ISBN 3-89554-027-7 (Zip download from FTP area of the FAO's EIFAC – European Inland Fisheries Advisory Commission)
- Washington Post, January 31, 2007: U.S. Orders Modification of Klamath River – Dams Removal May Prove More Cost-Effective for allowing the passage of Salmon （页面存档备份，存于）